# Yin Chang
Yin Chang (nascida em 23 de abril de 1989) é uma atriz americana, conhecida por seu papel principal como Mei Kwan no filme A Melhor Festa do Ano de 2011 e seu papel recorrente como Nelly Yuki na série dramática adolescente da The CW Gossip Girl: A Garota do Blog. Chang fez participações especiais nos programas de televisão Seis Graus de Separação, Lei e Ordem: Unidade de Vítimas Especiais, Lei e Ordem: Crimes Premeditados e Love Bites. Alguns de seus outros trabalhos são vários comerciais nacionais, como Time Warner, Verizon Wireless, MasterCard, Best Buy, MTV e Mead School Supplies.
Chang nasceu e foi criada na cidade de Nova York e tem ascendência taiwanesa, chinesa e malaia. Seu pai é de Taiwan e sua mãe da Malásia. Seu avô materno era o artista Dr. Teng Beng Chew.